# Alf B. Svensson
Alf Bonde Svensson, känd som Alf B. Svensson, född 15 december 1943 i Ljungby, Kronobergs län, är en svensk psykolog, författare och föreläsare.
Alf B. Svensson, som är legitimerad psykolog, har arbetat som skolpsykolog i Nässjö kommun. Han har i decennier hållit föreläsningar om familjeliv och relationer. Hans böcker Håll kärleken levande och Våga vara förälder har getts ut i flera utgåvor.